# Pistola de dardos

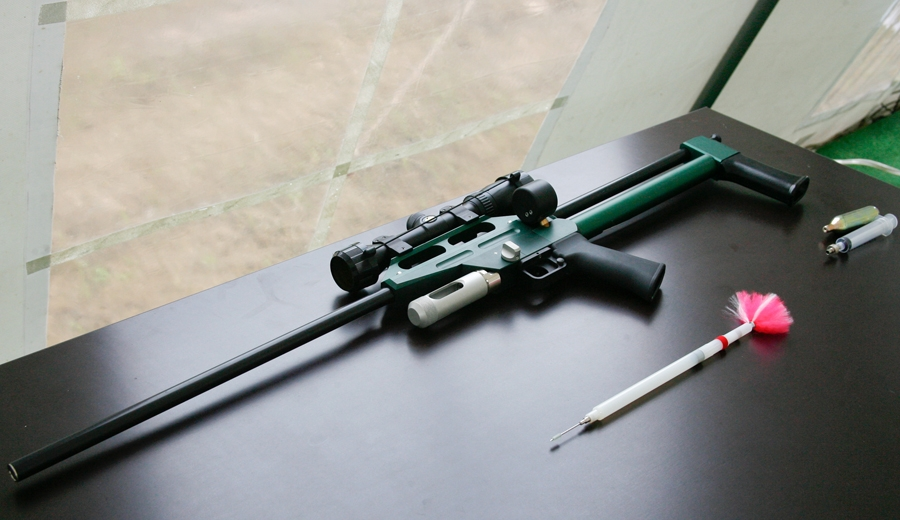
Un rifle de aire comprimido y un dardo tranquilizador

Una pistola de dardos es un rifle de aire comprimido que dispara un dardo. En la punta del dardo se coloca una aguja hipodérmica, la cual se llena con un tranquilizante, una vacuna, o un antibiótico. Una pistola de dardos que contiene un tranquilizante se llama pistola tranquilizante.

## Historia
La pistola de dardos moderna fue inventada en la década de 1950 por el neozelandés Colin Murdoch. Mientras trabajaba con colegas para estudiar las poblaciones de ciervos y cabras salvajes introducidas en Nueva Zelanda, consideró que los animales serían más fáciles de atrapar, examinar y liberar si se pudiera administrar una dosis de tranquilizante por proyección desde lejos. Con ese fin, Murdoch pasó a desarrollar una gama de rifles, dardos y pistolas.
El primer sistema moderno de administración remota de medicamentos fue inventado por científicos de la Universidad de Georgia en la década de 1950 y fue el predecesor directo del equipo Cap-Chur utilizado en todo el mundo durante décadas.
A principios de la década de 1960, un equipo de Kenia encabezado por los Dres. Tony Pooley y Toni Harthoorn descubrieron que varias especies, a pesar de tener aproximadamente el mismo tamaño (por ejemplo, el rinoceronte y el búfalo), necesitaban dosis y espectros de drogas muy diferentes para inmovilizarlos de manera segura.
Desde 1967, en la URSS comenzaron a usarse balas huecas con tranquilizantes para la inmovilización de animales salvajes. En la primera mitad de la década de 1970, se fabricaron y probaron cartuchos experimentales de 9 × 53 mm R para la inmovilización de animales salvajes para carabinas de cerrojo «Los» de 9 mm y «dardos voladores» para escopetas de calibre 16. A mediados de la década de 1970, se fabricaron y probaron «dardos voladores» para escopetas de calibre 12 y cartuchos experimentales para la inmovilización de animales salvajes para la pistola SPSh-44. En la segunda mitad de la década de 1980, el arma tranquilizante estándar en la URSS era una escopeta IZh-18M de un solo disparo (un dardo con una dosis de tranquilizante se disparaba con un cartucho de fogueo).

## Uso en humanos

### Uso policial
Los dardos tranquilizantes generalmente no se incluyen en los arsenales menos que letales de la policía porque un ser humano puede caer fácilmente al suelo, el dolor inducido por el dardo puede hacer que un sospechoso saque un arma o entre en pánico y corra hasta que esté lejos, lo que hace que el oficial tenga que rastrear al sospechoso inconsciente; un ser humano puede tener una reacción alérgica mortal a un tranquilizante, y debido a que la utilización efectiva requiere una estimación del peso del objetivo: muy poco tranquilizante no tendrá efecto, y demasiado tranquilizante resultará en la muerte, lo que puede conducir en los Estados Unidos a una demanda o ser condenado por asesinato no intencional en segundo grado si el objetivo es un humano.Harold C. Palmer, presidente de Palmer Chemical and Equipment Company, dijo que solo conocía un caso de dardo tranquilizante utilizado contra un criminal. Esto fue en 1961 en una prisión de Atenas, Georgia. Un prisionero de 220 libras se volvió loco y el guardia le disparó un dardo tranquilizante. Seis minutos después, el prisionero perdió el conocimiento.

### Uso criminal
Los dardos tranquilizantes no se utilizan generalmente en secuestros, violaciones o robo de identidad porque se detectarían fácilmente en un lugar público, como un bar o un restaurante. La única persona sospechosa de haber usado uno de manera criminal es Barry Morphew, quien se sospecha que persiguió a su esposa por la casa después de dispararle con un dardo tranquilizante y luego asesinarla antes de que las drogas pudieran surtir efecto para prevenirla de llamar a la policía.